# مسرشمیت ام‌ئی ۳۳۴
مسرشمیت ام‌ئی ۳۳۴ (به انگلیسی: Messerschmitt Me 334) یک هواگرد ساختِ کارخانهٔ مسرشمیت در کشور آلمان است.